# Andrzej Szablewski
Andrzej Janusz Szablewski (ur. 1970) – polski samorządowiec, menedżer i informatyk, w latach 2006–2008 członek zarządu województwa lubuskiego III kadencji.

## Życiorys
Ukończył informatykę w Wyższej Szkole Inzynierskiej w Zielonej Górze. W latach 2003–2006 pozostawał prezesem Miejskiego Zakładu Pogrzebowego w Zielonej Górze, następnie pracował w biurze poselskim Marka Asta. W 2022 objął funkcję prezesa spółki Społeczna Inicjatywa Mieszkaniowa KZN Lubuskie Trójmiasto. Był prokurentem i wspólnikiem spółek prawa handlowego.
Zaangażował się w działalność polityczną w ramach Prawa i Sprawiedliwości. Bez powodzenia kandydował do rady miejskiej Zielonej Góry w 2002, 2006 i 2018. 30 listopada 2006 powołany na członka zarządu województwa lubuskiego. Odwołany ze stanowiska 21 sierpnia 2008 po powołaniu nowej koalicji.
Żonaty, ma dwoje dzieci.